# Пропадаю я
«Пропадаю я» — шестой студийный альбом российской певицы Любови Успенской, выпущенный 10 октября 1997 года на лейбле «Студия Союз».
Главным хитом с альбома стала заглавная композиция, которую, как и большинство песен в альбоме, написали композитор Игорь Азаров и поэтесса Регина Лисиц. На песню режиссёром Даниилом Мишиным также был снят видеоклип, в котором роль возлюбленного Успенской сыграл актёр Борис Щербаков.
По данным «Российского музыкального ежегодника», составленного специалистами агентства InterMedia, пластинка стала тридцать седьмым самым продаваемым альбомом на компакт-кассетах, а также двадцать шестым на компакт-дисках в России в 1997 году

## Отзывы критиков
| Оценки критиков | Оценки критиков |
| Источник        | Оценка          |
| --------------- | --------------- |
| Живой звук      | [ 4 ]           |

Рецензент газеты «Живой звук» Илья Кормильцев написал: «От того количества любовных страданий, измен и обломов, которые выпадают на долю среднестатистической русской певицы, нормальная баба давно отправилась бы в монастырь или к Кащенко. Вот и Люба Успенская всё пропадает, хотя смайл на фото имеет очень довольный, и мужчина её обнимает вполне упакованный (водит в рестораны и диснейленды). Что же ей ещё надо? Известно чего: денег урюпинских дур, у которых всего этого нет. Ведь если русских девок так часто кидают, значит, это кому-нибудь нужно. И вечно будет крутиться шарманка оркестра одиноких сердец сержанта Татьяны Булановой — только обезьянки будут меняться. Обезьянки ведь совсем как люди — тоже стареют».

## Список композиций
Все тексты написаны Региной Лисиц, вся музыка написана Игорем Азаровым, за исключением отмеченных.
1. «Пропадаю я» — 3:24
2. «От Москвы до Шепетовки» — 3:12
3. «Бедное сердце» — 4:08
4. «Это неправда» — 3:43
5. «Бродяга» — 3:56
6. «Медленный танец» — 4:15
7. «Очень красивая женщина» — 3:31
8. «Вспомни меня» — 3:52
9. «Любит и ждёт» — 3:05
10. «С неба звёздочка упала» — 2:59
11. «Холостой мужчина»- 3:49
12. «Романс» (Владимир Набоков, Игорь Азаров) — 3:50

## Участники записи
- Аранжировка — Сергей Ананьев, Всеволод Саксонов, Светослав Лазаров
- Баян — Вячеслав Протченко
- Бэк-вокал — А. Гаридова, Марина Мельниченко, Александр Миньков, Дерек Ли, Вильям Джордан, Джони Диллар,
- Вокал — Любовь Успенская
- Гитара — Виталий Кочубей, Олег Белов, Александр Дулов, Алекс Мостепан
- Гитара, скрипка — Юрий Луцейко
- Звукорежиссёр — Сергей Елистратов, Сергей Логоткин, Светослав Лазаров
- Кларнет — Александр Гилинец
- Труба — Александр Дитковский

Сведения взяты из аннотации к альбому.